# Bandera de Belize
La bandera oficial de Belize es va oficialitzar el 21 de setembre del 1981 amb motiu de la independència del nou estat respecte del Regne Unit. La bandera és una continuació de la bandera primerenca d'Hondures Britànica (nom amb què era conegut abans Belize), que es va establir el 1950 quan Hondures Britànica va començar el camí cap a la independència. Les dues franges vermelles al cim i a baix es van afegir al disseny original amb motiu de la independència. Al centre de la bandera hi ha l'escut d'armes de Belize.

## Banderes històriques

Virregnat de Nova Espanya fins 1785
Virregnat de Nova Espanya (1785-1821)
Primer Imperi Mexicà (1821-1823)
Hondures Britànica (1870–1919)
Hondures Britànica (1919–1981)
Bandera no oficial de les Hondures britàniques (1950–1981) i base de l'actual.